# Saint-Paul-le-Froid
Pour les articles homonymes, voir Saint-Paul.
Saint-Paul-le-Froid est une commune française, située dans le nord du département de la Lozère en région Occitanie.
Exposée à un climat de montagne, elle est drainée par l'Ance, le Panis, la Bataille, les Barrières et par divers autres petits cours d'eau. La commune possède un patrimoine naturel remarquable : un site Natura 2000 (la « montagne de la Margeride ») et six zones naturelles d'intérêt écologique, faunistique et floristique.
Saint-Paul-le-Froid est une commune rurale qui compte 134 habitants en 2022, après avoir connu un pic de population de 859 habitants en 1886.  Ses habitants sont appelés les Saint-Paulans ou  Saint-Paulanes.

## Toponymie
La commune portait auparavant le nom de « Saint-Paul-le-Chayla », d’après le village du Chayla d’Ance, alors principal village de la commune. Elle a adopté l’appellation « Le Froid » en raison de l’altitude élevée du village et des conditions météorologiques locales, « où les vents soufflent tous azimuts ; on comprend que ses habitants l’aient baptisé “Le Froid”, à juste titre ».

## Géographie

### Localisation
Commune située dans le nord du département de la Lozère, limitrophe avec celui de la Haute-Loire.

### Communes limitrophes
Les communes limitrophes sont Thoras, Grandrieu, La Panouse, Saint-Denis-en-Margeride, Sainte-Eulalie, Chanaleilles et Bel-Air-Val-d'Ance.
| Chanaleilles (Haute-Loire) | Thoras (Haute-Loire) | Bel-Air-Val-d'Ance |
| Sainte-Eulalie             | Saint-Paul-le-Froid  | Grandrieu          |
| Saint-Denis-en-Margeride   |                      | La Panouse         |

### Hameaux et lieux-dits
Saint-Paul-le-Froid est située au nord du canton de Grandrieu.
La mairie de la commune de Saint Paul le Froid se trouve à 1 279 m dans le village du Chayla d'Ance.
La commune est composée des villages et hameaux suivants : Saint-Paul-le-Froid, Chayla d'Ance, Combes, Brenac, Boirelac, le Moulin de Boirelac, les Martines, le Moulin des Martines, Courbejaret, Fenestre, le Berthaldès, la Brugerette, Combret, la Baraque des Bouviers, Les Fanjouses et Les Sallesses.

### Géologie et relief
La superficie de Saint-Paul-le-Froid est de 4 417 hectares (44,17 km2) avec une altitude minimum de 1 154 mètres et un maximum de 1 469 mètres.

### Hydrographie

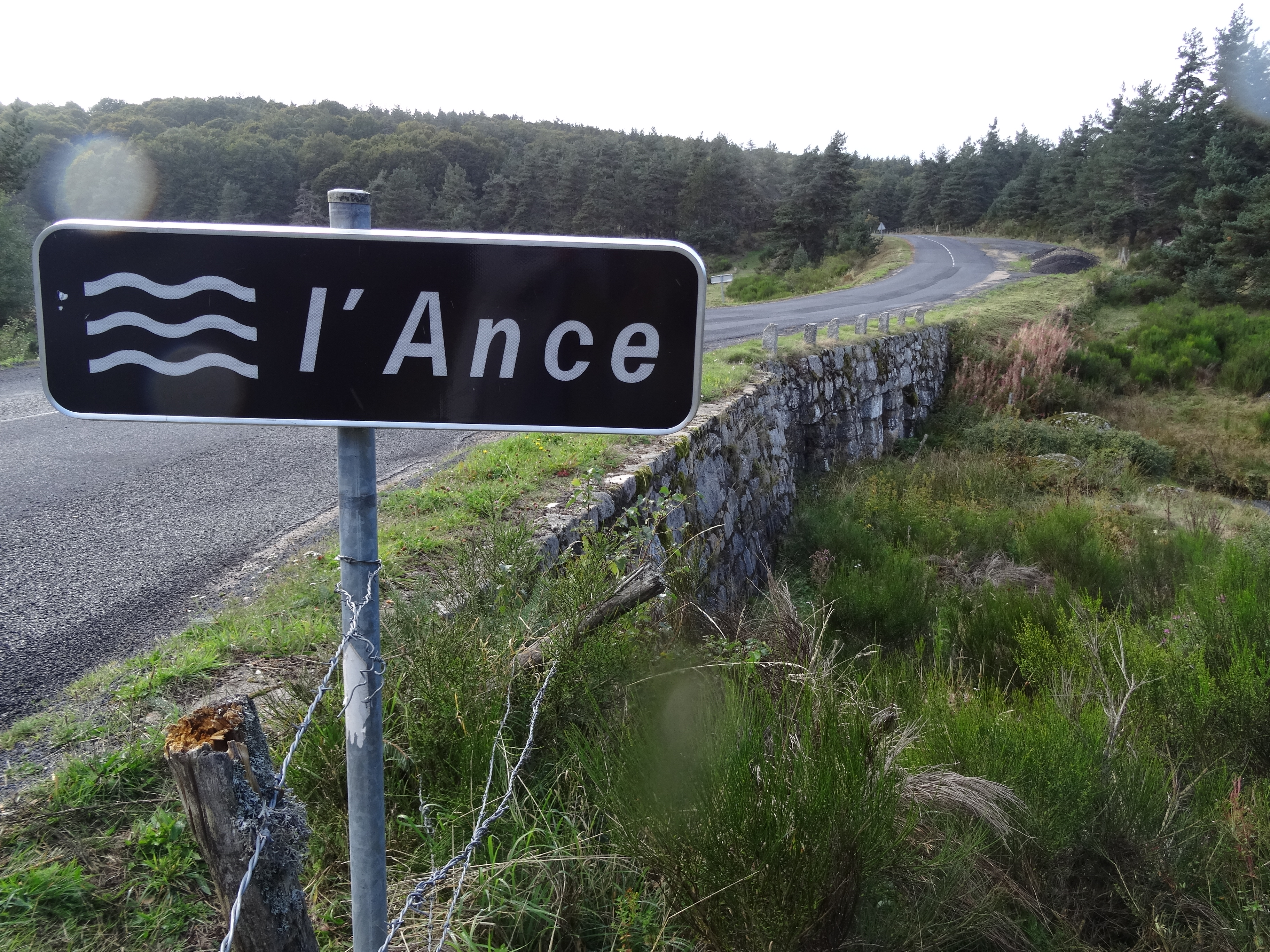
la rivière l'Ance

L'Ance du Sud arrose la commune.

### Climat
Pour des articles plus généraux, voir Climat de l'Occitanie et Climat de la Lozère.
En 2010, le climat de la commune est de type climat océanique altéré, selon une étude s'appuyant sur une série de données couvrant la période 1971-2000. En 2020, Météo-France publie une typologie des climats de la France métropolitaine dans laquelle la commune est exposée à un climat de montagne ou de marges de montagne et est dans la région climatique Sud-est du Massif Central, caractérisée par une pluviométrie annuelle de 1 000 à 1 500 mm, minimale en été, maximale en automne.
Pour la période 1971-2000, la température annuelle moyenne est de 6,2 °C, avec une amplitude thermique annuelle de 15,3 °C. Le cumul annuel moyen de précipitations est de 870 mm, avec 10,5 jours de précipitations en janvier et 6,7 jours en juillet. Pour la période 1991-2020, la température moyenne annuelle observée sur la station météorologique la plus proche, située sur la commune de Grandrieu à 5 km à vol d'oiseau, est de 7,4 °C et le cumul annuel moyen de précipitations est de 849,9 mm,. Pour l'avenir, les paramètres climatiques de la commune estimés pour 2050 selon différents scénarios d'émission de gaz à effet de serre sont consultables sur un site dédié publié par Météo-France en novembre 2022.

### Milieux naturels et biodiversité

#### Réseau Natura 2000

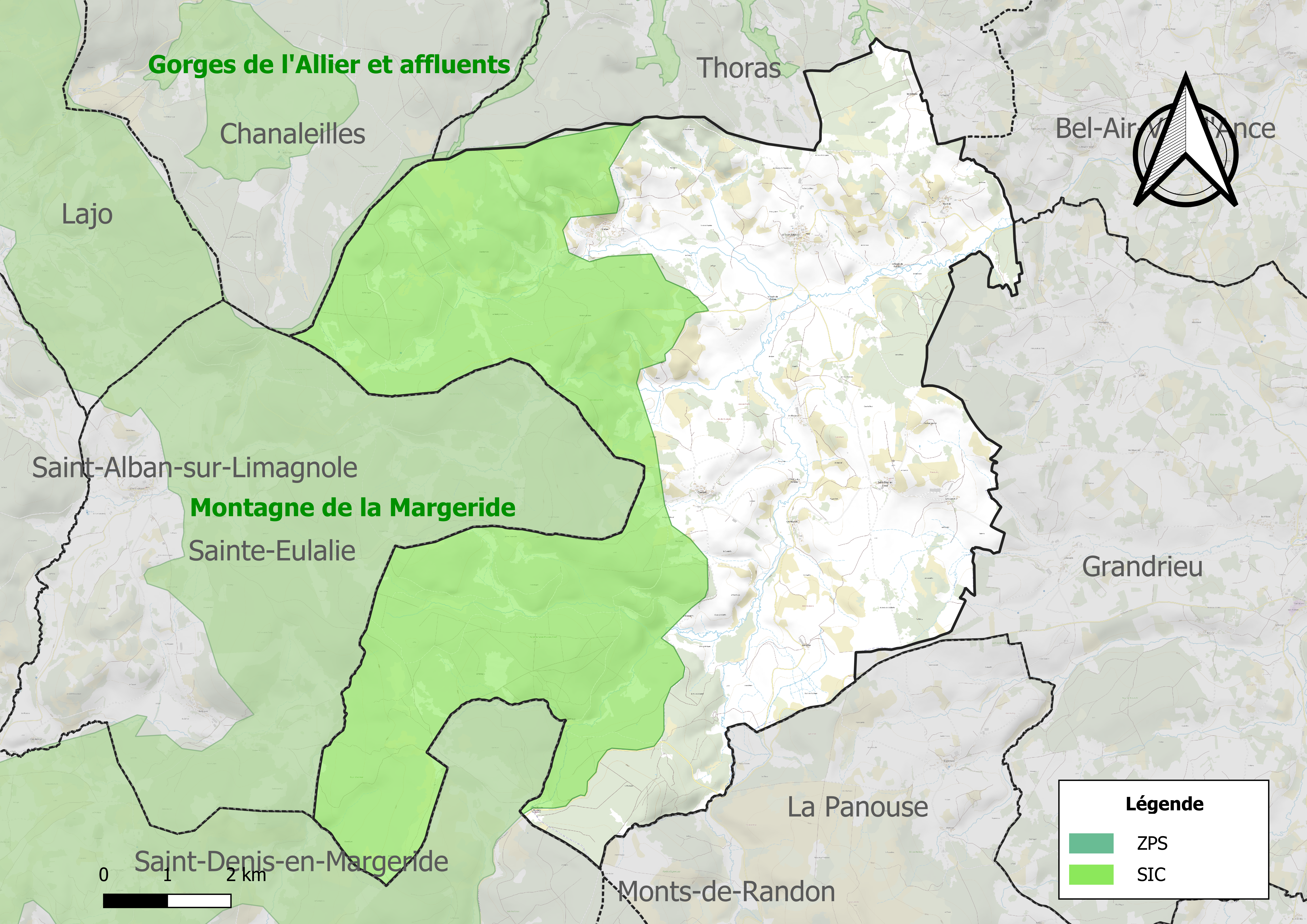
Site Natura 2000 sur le territoire communal.

Le réseau Natura 2000 est un réseau écologique européen de sites naturels d'intérêt écologique élaboré à partir des directives habitats et oiseaux, constitué de zones spéciales de conservation (ZSC) et de zones de protection spéciale (ZPS).
Un site Natura 2000 a été défini sur la commune au titre de la directive habitats : la « montagne de la Margeride », d'une superficie de 9 400 ha, une longue colonne granitique au climat montagnard ayant permis le maintien de tourbières remarquables.

#### Zones naturelles d'intérêt écologique, faunistique et floristique
L’inventaire des zones naturelles d'intérêt écologique, faunistique et floristique (ZNIEFF) a pour objectif de réaliser une couverture des zones les plus intéressantes sur le plan écologique, essentiellement dans la perspective d’améliorer la connaissance du patrimoine naturel national et de fournir aux différents décideurs un outil d’aide à la prise en compte de l’environnement dans l’aménagement du territoire.
Quatre ZNIEFF de type 1 sont recensées sur la commune :
- « le Sauvage, Narce de l'Hospitalet, chapelet de madrières et trou de Louve » (864 ha), couvrant 5 communes dont deux dans la Haute-Loire et trois dans la Lozère[13] ;
- la « rivière de l'Ance en amont de Saint-Symphorien » (85 ha), couvrant 3 communes du département[14] ;
- la « tourbière du Prat du Baury » (14 ha), couvrant 2 communes du département[15] ;
- les « tourbières du bois long et de la Barthe » (136 ha), couvrant 2 communes du département[16] ;

et deux ZNIEFF de type 2, : 
- la « Margeride » (37 011 ha), couvrant 35 communes dont 13 dans le Cantal, 16 dans la Haute-Loire et six dans la Lozère[17] ;
- la « montagne de la Margeride et massif du plateau du Palais du Roi » (29 590 ha), couvrant 20 communes du département[18].

Cartes des ZNIEFF de type 1 et 2 à Saint-Paul-le-Froid.
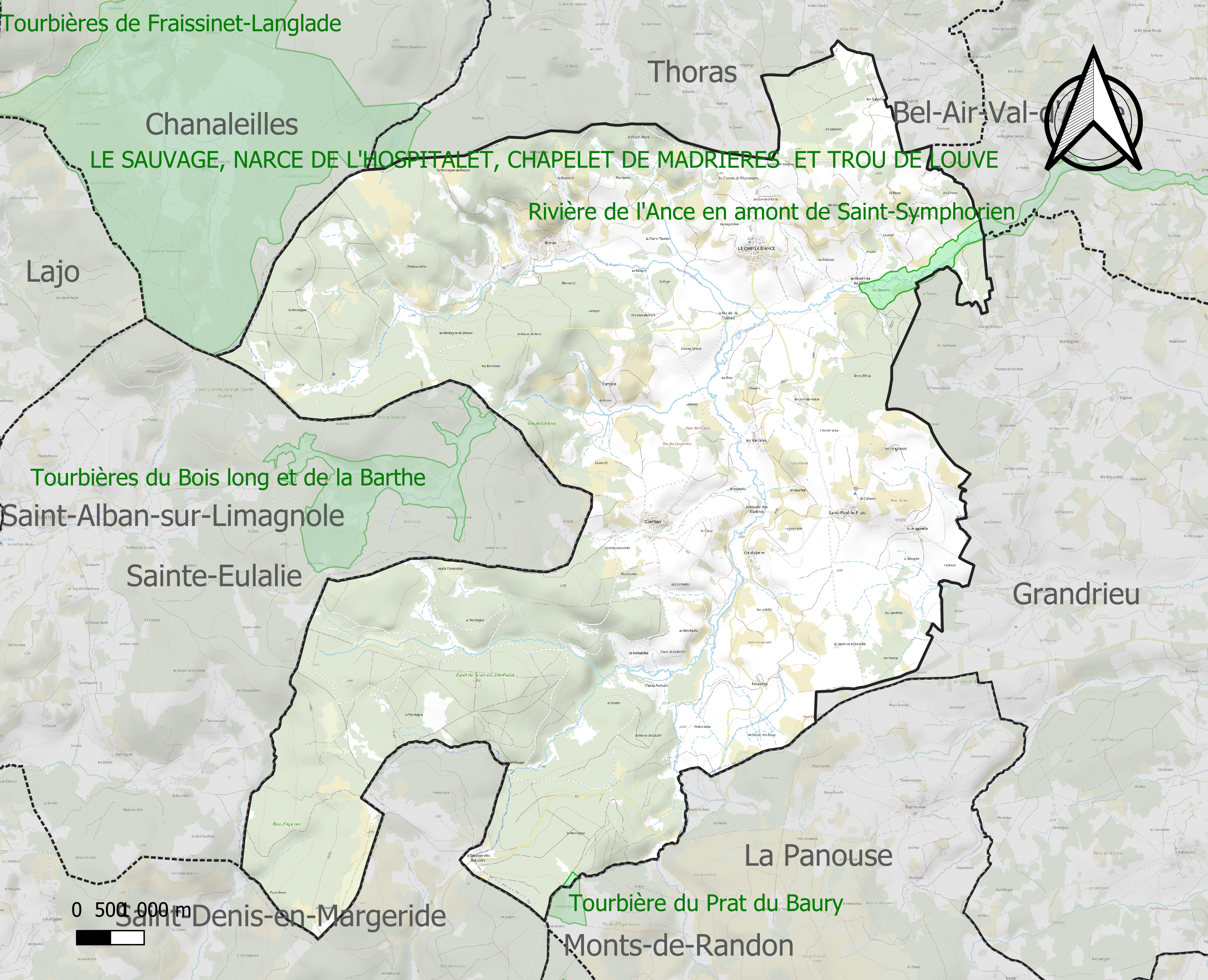
Carte des ZNIEFF de type 1 sur la commune.
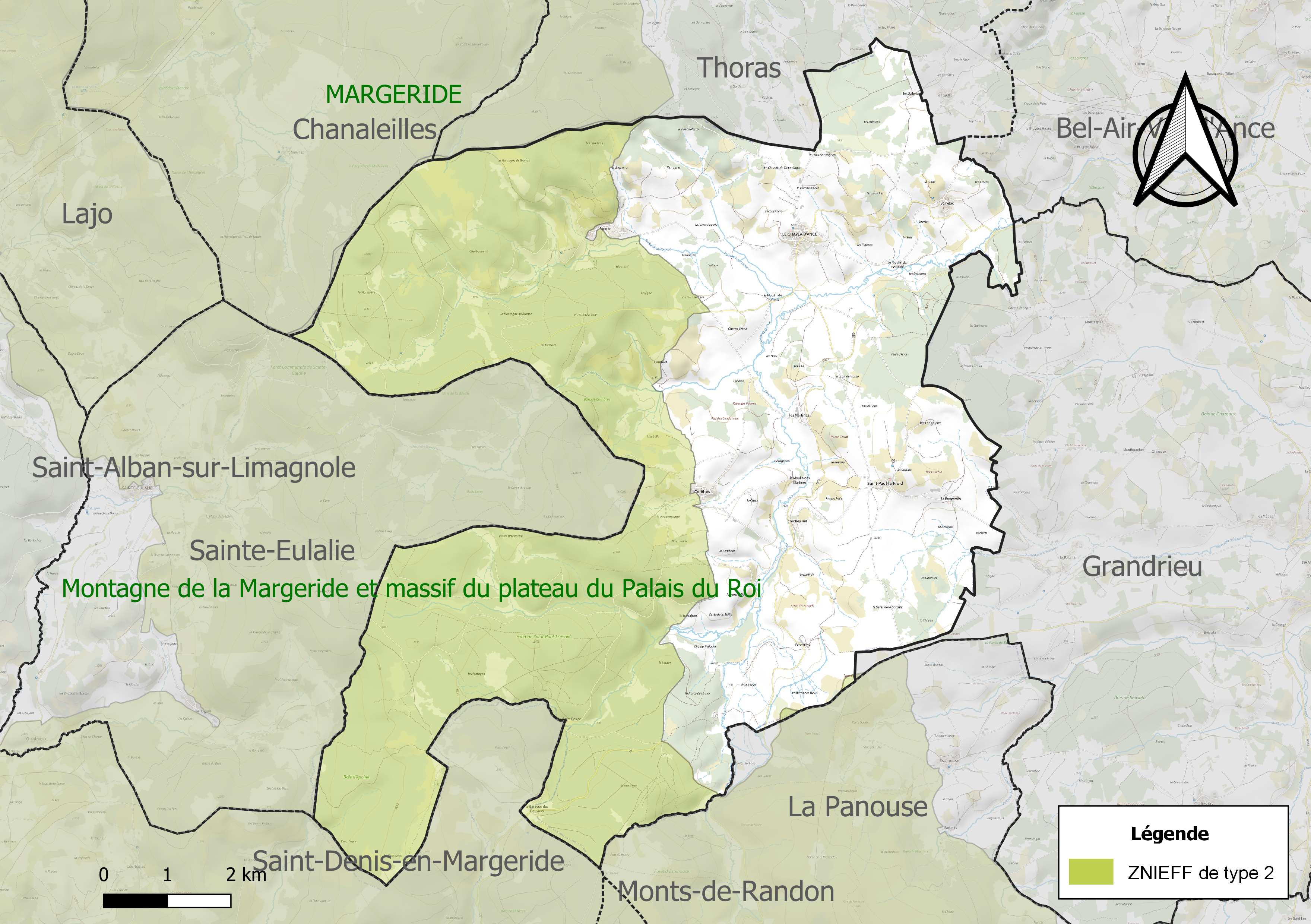
Carte des ZNIEFF de type 2 sur la commune.

## Urbanisme

### Typologie
Au 1er janvier 2024, Saint-Paul-le-Froid est catégorisée commune rurale à habitat très dispersé, selon la nouvelle grille communale de densité à sept niveaux définie par l'Insee en 2022.
Elle est située hors unité urbaine et hors attraction des villes,.

### Occupation des sols
L'occupation des sols de la commune, telle qu'elle ressort de la base de données européenne d’occupation biophysique des sols Corine Land Cover (CLC), est marquée par l'importance des forêts et milieux semi-naturels (66,5 % en 2018), en diminution par rapport à 1990 (76 %). La répartition détaillée en 2018 est la suivante : 
forêts (48,2 %), milieux à végétation arbustive et/ou herbacée (18,3 %), prairies (18,2 %), zones agricoles hétérogènes (15,2 %). L'évolution de l’occupation des sols de la commune et de ses infrastructures peut être observée sur les différentes représentations cartographiques du territoire : la carte de Cassini (XVIIIe siècle), la carte d'état-major (1820-1866) et les cartes ou photos aériennes de l'IGN pour la période actuelle (1950 à aujourd'hui).

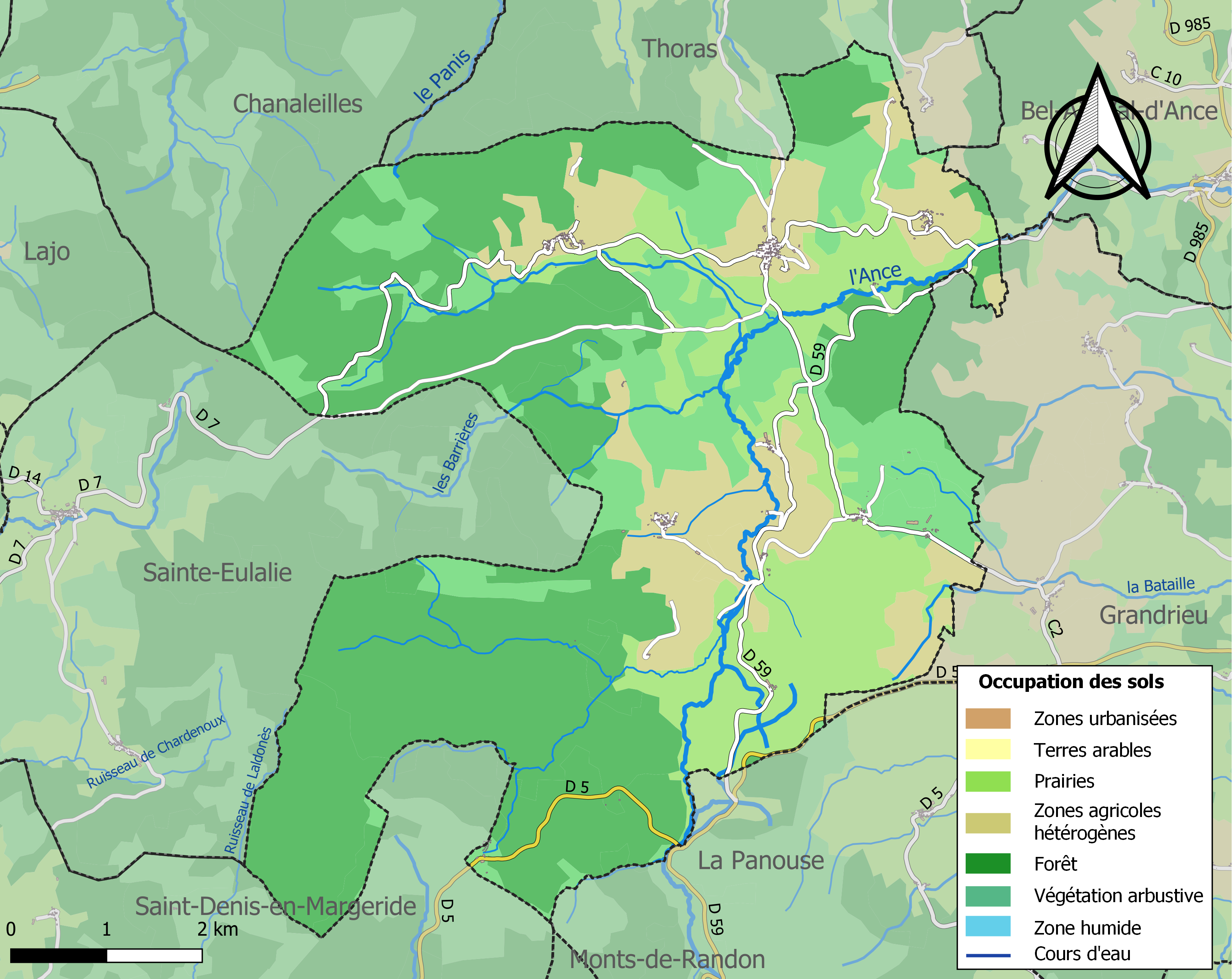
Carte des infrastructures et de l'occupation des sols de la commune en 2018 (CLC).

### Risques majeurs
Le territoire de la commune de Saint-Paul-le-Froid est vulnérable à différents aléas naturels : météorologiques (tempête, orage, neige, grand froid, canicule ou sécheresse), feux de forêts et séisme (sismicité faible). Il est également exposé à un risque particulier : le risque de radon. Un site publié par le BRGM permet d'évaluer simplement et rapidement les risques d'un bien localisé soit par son adresse soit par le numéro de sa parcelle.

#### Risques naturels
Saint-Paul-le-Froid est exposée au risque de feu de forêt. Un plan départemental de protection des forêts contre les incendies (PDPFCI) a été approuvé en décembre 2014 pour la période 2014-2023. Les mesures individuelles de prévention contre les incendies sont précisées par divers arrêtés préfectoraux et s’appliquent dans les zones exposées aux incendies de forêt et à moins de 200 mètres de celles-ci. L’arrêté du 23 mars 2018, complété par un arrêté de 2020, réglemente l'emploi du feu en interdisant notamment d’apporter du feu, de fumer et de jeter des mégots de cigarette dans les espaces sensibles et sur les voies qui les traversent sous peine de sanctions. L'arrêté du 23 août 2021, abrogeant un arrêté de 2002, rend le débroussaillement obligatoire, incombant au propriétaire ou ayant droit,,.

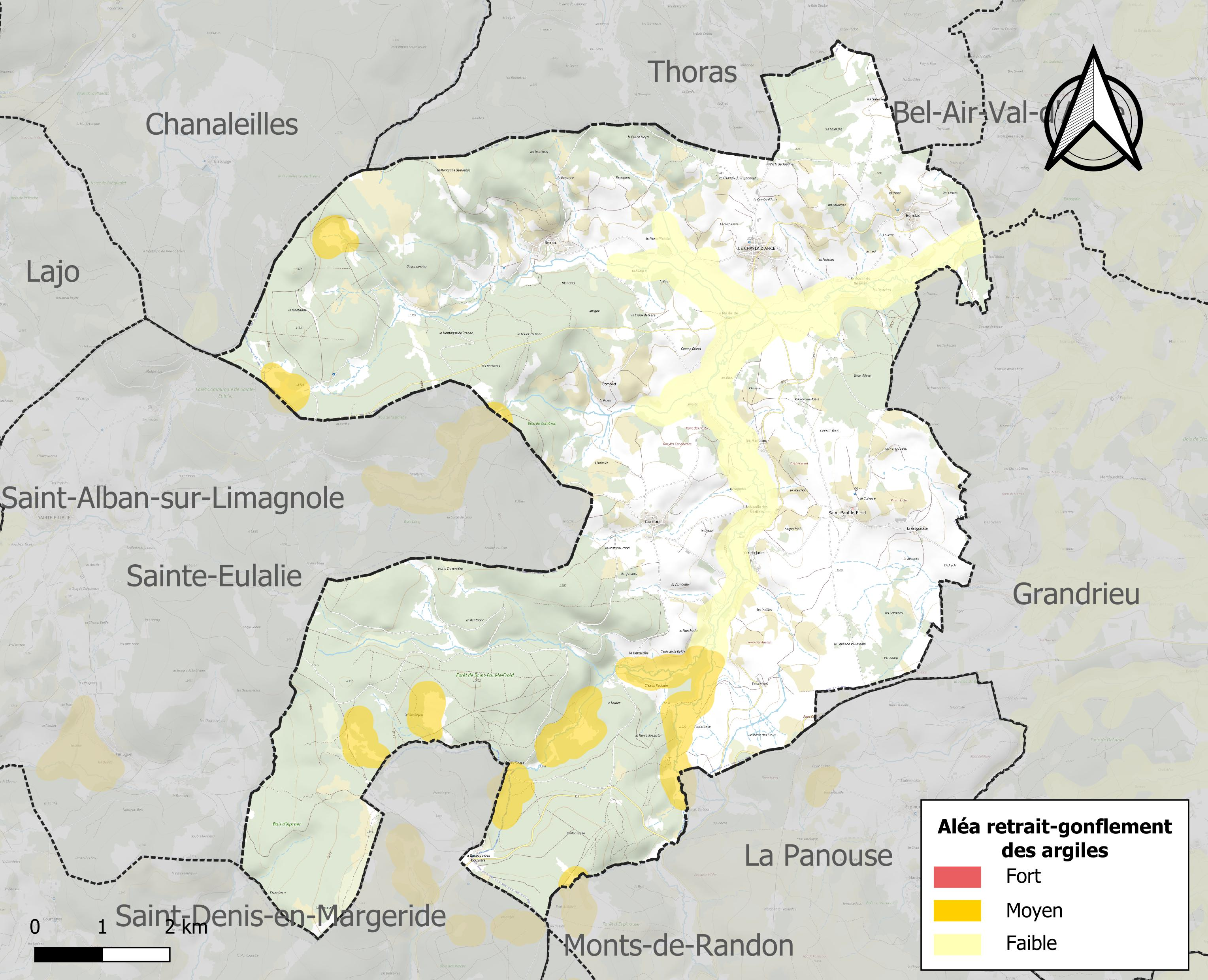
Carte des zones d'aléa retrait-gonflement des sols argileux de Saint-Paul-le-Froid.

Le retrait-gonflement des sols argileux est susceptible d'engendrer des dommages importants aux bâtiments en cas d’alternance de périodes de sécheresse et de pluie. 4,9 % de la superficie communale est en aléa moyen ou fort (15,8 % au niveau départemental et 48,5 % au niveau national). Sur les 168 bâtiments dénombrés sur la commune en 2019,  aucun n'est en aléa moyen ou fort, à comparer aux 14 % au niveau départemental et 54 % au niveau national. Une cartographie de l'exposition du territoire national au retrait gonflement des sols argileux est disponible sur le site du BRGM,.
Par ailleurs, afin de mieux appréhender le risque d’affaissement de terrain, l'inventaire national des cavités souterraines permet de localiser celles situées sur la commune.
La commune a été reconnue en état de catastrophe naturelle au titre des dommages causés par les inondations et coulées de boue survenues en 1982 et 1994. 

#### Risque particulier
Dans plusieurs parties du territoire national, le radon, accumulé dans certains logements ou autres locaux, peut constituer une source significative d’exposition de la population aux rayonnements ionisants. Certaines communes du département sont concernées par le risque radon à un niveau plus ou moins élevé. Selon la classification de 2018, la commune de Saint-Paul-le-Froid est classée en zone 3, à savoir zone à potentiel radon significatif.

## Histoire
La via Agrippa, qui reliait Lyon à Toulouse, traverse le département du levant au couchant à hauteur de Javols, ancienne Anderitum au cœur du territoire gabale.
La commune possédait autrefois un château seigneurial, aujourd’hui entièrement disparu, situé au nord de l’église. Les contours de l’édifice restent perceptibles sur les vues aériennes, et des fouilles archéologiques pourraient en révéler les fondations et le plan.  
Selon la tradition locale, il s’agissait d’un château somptueux comptant au moins 365 fenêtres, dont la chapelle aurait été une réplique de la chapelle royale du château de Versailles. Le domaine appartenait initialement au marquis de La Roche-Negly, qui le vendit à des investisseurs lyonnais surnommés la « Bande Noire » ; ces derniers le cédèrent ensuite au père Hilarion, un religieux qui y fonda en 1822 un établissement pour aliénés. Faute de moyens financiers, il dut l’abandonner en 1826. L’hôpital psychiatrique fut par la suite transféré à Saint-Alban.  
Le château est également le lieu de naissance de l’abbé du Chayla.

## Politique et administration
| Période        | Période        | Identité              | Étiquette | Qualité                                 |
| -------------- | -------------- | --------------------- | --------- | --------------------------------------- |
| mai 1846       | août 1850      | Jacques Marques       |           |                                         |
|                |                |                       |           |                                         |
| janvier 1857   | octobre 1870   | Pierre Cellier        |           |                                         |
|                |                |                       |           |                                         |
| 1891           | 1903           | Antoine Rousset       |           |                                         |
| 1903           | 1914           | Joseph Rambaud        |           |                                         |
| 1914           | 1919           | Antoine Portal        |           |                                         |
| 1919           | juillet 1944   | Joseph Rambaud        |           | Nommé conseiller départemental en 1942. |
| juillet 1944   | septembre 1944 | Pierre Monteil        |           |                                         |
| septembre 1944 | 1945           | Théodore Laroche      |           |                                         |
| 1945           | 1965           | Baptiste Ponsonnaille |           |                                         |
| 1965           | 1999           | Roger Ponsonnaille    |           |                                         |
| 1999           | En cours       | Christian Pascon      |           |                                         |

## Population et société

### Démographie
L'évolution du nombre d'habitants est connue à travers les recensements de la population effectués dans la commune depuis 1793. Pour les communes de moins de 10 000 habitants, une enquête de recensement portant sur toute la population est réalisée tous les cinq ans, les populations de référence des années intermédiaires étant quant à elles estimées par interpolation ou extrapolation. Pour la commune, le premier recensement exhaustif entrant dans le cadre du nouveau dispositif a été réalisé en 2007.

En 2022, la commune comptait 134 habitants, en évolution de −4,96 % par rapport à 2016 (Lozère : +0,11 %, France hors Mayotte : +2,11 %).
| 1793 | 1800 | 1806 | 1821 | 1831 | 1836 | 1841 | 1846 | 1851 |
| ---- | ---- | ---- | ---- | ---- | ---- | ---- | ---- | ---- |
| 625  | 810  | 632  | 625  | 694  | 719  | 770  | 742  | 762  |

| 1856 | 1861 | 1866 | 1872 | 1876 | 1881 | 1886 | 1891 | 1896 |
| ---- | ---- | ---- | ---- | ---- | ---- | ---- | ---- | ---- |
| 730  | 756  | 757  | 724  | 814  | 845  | 859  | 824  | 786  |

| 1901 | 1906 | 1911 | 1921 | 1926 | 1931 | 1936 | 1946 | 1954 |
| ---- | ---- | ---- | ---- | ---- | ---- | ---- | ---- | ---- |
| 746  | 744  | 772  | 712  | 658  | 617  | 556  | 519  | 464  |

| 1962 | 1968 | 1975 | 1982 | 1990 | 1999 | 2006 | 2007 | 2012 |
| ---- | ---- | ---- | ---- | ---- | ---- | ---- | ---- | ---- |
| 407  | 343  | 293  | 235  | 221  | 186  | 158  | 154  | 145  |

| 2017 | 2022 | - | - | - | - | - | - | - |
| ---- | ---- | - | - | - | - | - | - | - |
| 140  | 134  | - | - | - | - | - | - | - |

## Économie

### Emploi
|                | 2008  | 2013  | 2018  |
| -------------- | ----- | ----- | ----- |
| Commune        | 5,3 % | 2,4 % | 5,6 % |
| Département    | 5 %   | 6,4 % | 7,1 % |
| France entière | 8,3 % | 10 %  | 10 %  |

En 2018, la population âgée de 15 à 64 ans s'élève à 89 personnes, parmi lesquelles on compte 76,7 % d'actifs (71,1 % ayant un emploi et 5,6 % de chômeurs) et 23,3 % d'inactifs,. En  2018, le taux de chômage communal (au sens du recensement) des 15-64 ans est inférieur à celui de la France et département, alors qu'en 2008 il était supérieur à celui du département et inférieur à celui de la France.
La commune est hors attraction des villes,. Elle compte 36 emplois en 2018, contre 48 en 2013 et 47 en 2008. Le nombre d'actifs ayant un emploi résidant dans la commune est de 65, soit un indicateur de concentration d'emploi de 55,4 % et un taux d'activité parmi les 15 ans ou plus de 55,6 %.
Sur ces 65 actifs de 15 ans ou plus ayant un emploi, 35 travaillent dans la commune, soit 54 % des habitants. Pour se rendre au travail, 53,8 % des habitants utilisent un véhicule personnel ou de fonction à quatre roues, 18,5 % s'y rendent en deux-roues, à vélo ou à pied et 27,7 % n'ont pas besoin de transport (travail au domicile).

## Culture locale et patrimoine

### Gastronomie
Saint-Paul-le-Froid fait partie de l’aire géographique de l’appellation d’origine protégée (AOP) « Bleu d’Auvergne ».

### Lieux et monuments

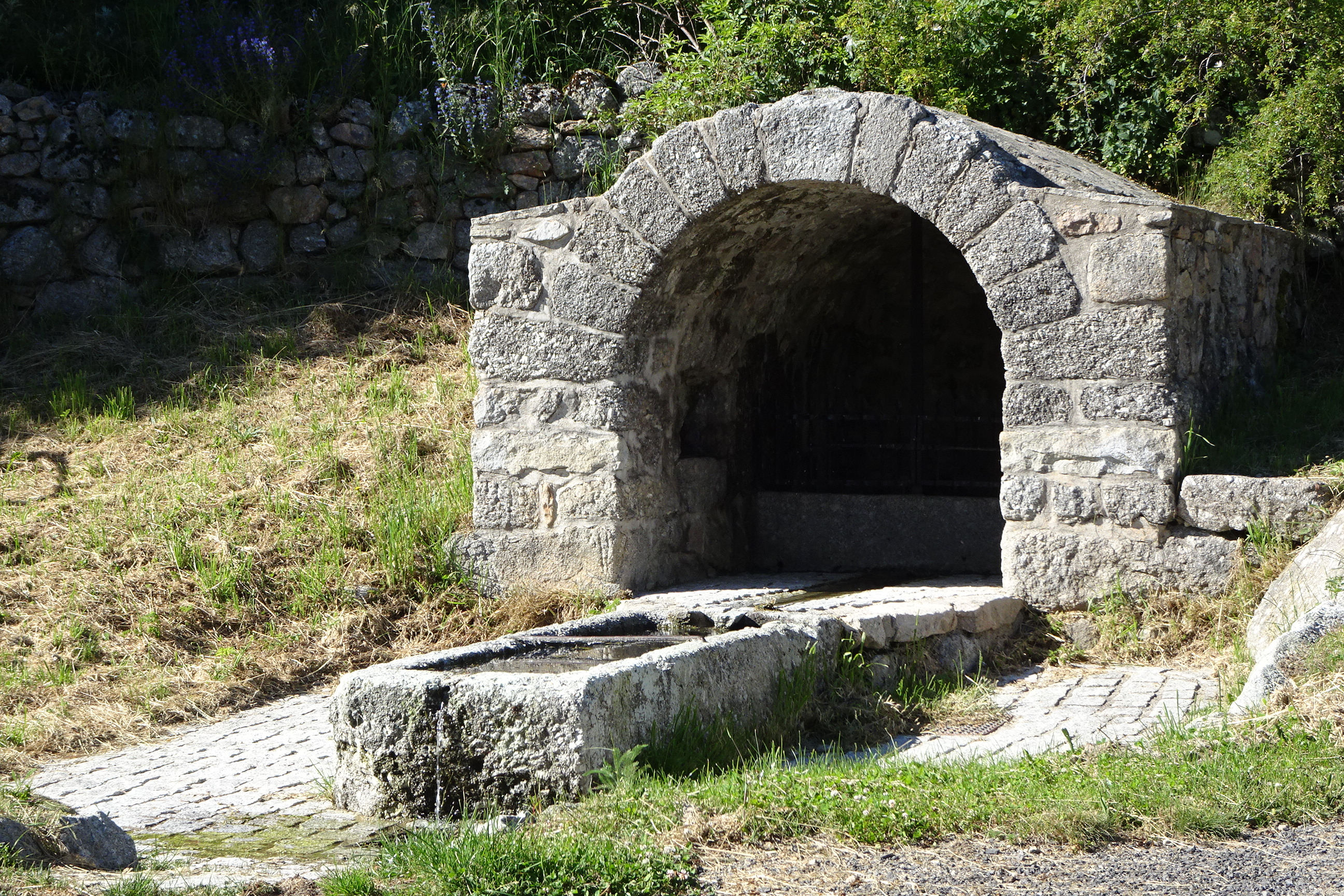
Source et abreuvoir pour le bétail.

- Ancien four à pain, ancien travail (ferradou), source et abreuvoir.
- Église Saint-Pierre-et-Saint-Paul de Saint-Paul-le-Froid.

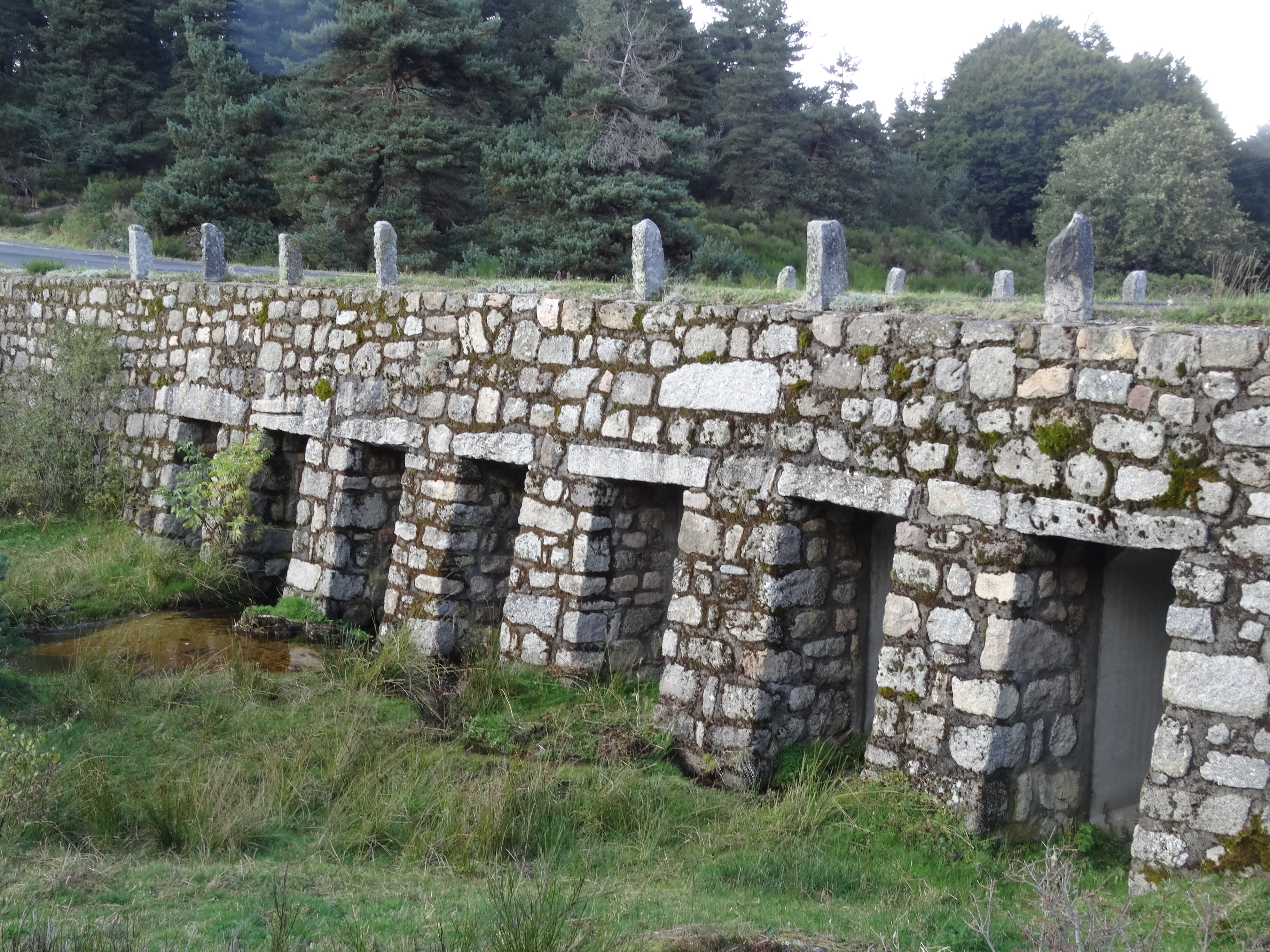
Pont des Sept Trous.

- Église Saint-Privat du Cheyla d'Ance.
- Le pont des Sept Trous, sur l'Ance du Sud naissante.
- La croix de Pasquet.
- La croix des Fontaines.
- Le Berthaldès.
- La via Agrippa, ancienne voie romaine venant de la Bataille, traverse le mas de Fenestre, le vallon du Berthaldès, avant de quitter le territoire de la commune de Saint-Paul-le-Froid à l'ouest de la Baraque des Bouviers en direction de Ferluguet.
- Station les Bouviers  : on y pratique , le ski de fond  , la raquette à neige  , ski de randonnée nordique  , randonnée pédestre  , VTT  , trail  , ski-roues...

### Personnalités liées à la commune
- Le journaliste Gérard Saint-Paul est natif de Pithiviers mais il revient de temps en temps en été à Saint-Paul-le-Froid dans sa maison des Fanjouses.
- Aimé Avignon (1897-2007), doyen des Français de novembre 2006 à août 2007, y est né.
- François de Langlade du Chayla (1647-1702), prêtre, né au château du Chayla-d'Ance. Son assassinat au Pont-de-Montvert, le 24 juillet 1702, déclenchera la guerre des Camisards.
- Jacques Mesrine, ex-ennemi public no 1, aurait séjourné dans le mas isolé des Fanjouses en 1977 pour préparer une opération contre la prison de Mende.

### Héraldique
| Blason de Saint-Paul-le-Froid | Blason  | Parti : au 1 d’azur, au glaive d’or mis en pal et dont la pointe broche sur un flocon de neige d’argent ; au 2 d’or, à un château d’azur, maçonné de sable, à trois créneaux et deux haches d’argent, fichées dos à dos entre les créneaux. |
| Blason de Saint-Paul-le-Froid | Détails | Le parti indique le fait que la commune regroupe depuis sa création deux villages d’égale importance : Saint-Paul-le-Froid et Le-Cheyla, siège d’une puissante seigneurie dont le château aujourd’hui complètement détruit était surnommé le Versailles du Gévaudan. L’azur symbolise la rivière Ance et les nombreux cours d’eau qui arrosent le territoire communal. Le glaive est la représentation de saint Paul qui a été décapité au temps des romains. Le flocon traduit le déterminant le-Froid. Il indique aussi la station de ski de fond des Bouviers. La partie droite reprend une partie des armes des Langlade du Cheyla, seigneur de ce puissant château. Le blason exact est écartelé au 1 et 4 d’argent à 3 taus de gueules, au 2 et 3 d’or à un château d’azur maçonné de sable à 3 créneaux et 2 haches d’argent fichées dos à dos entre les créneaux ; sur le tout d’azur au chevron d’or accompagné de 3 rencontres de léopards d’or arrachés. La reprise intégrale des armes de famille étant interdite pour les municipalités, il suffit d’en emprunter un ou plusieurs éléments. Les ornements représentent deux branches de sapin de sinople, fruitées d'or, mises en sautoir par la pointe et liées de gueules pour honorer les forêts communales. Le listel d'argent porte le nom de la commune en lettres majuscules de sable. La couronne de tours dit que l’écu est celui d’une commune ; elle n’a rien à voir avec des fortifications. Le statut officiel du blason reste à déterminer. |